# Petar Metličić
Petar Metličić (Spalato, 25 dicembre 1976) è un ex pallamanista e allenatore di pallamano croato.

## Carriera
Ha vinto la medaglia d'oro olimpica nella pallamano con la nazionale maschile croata alle Olimpiadi di Atene 2004.
Ha partecipato anche alle Olimpiadi di Pechino 2008.
Inoltre ha conquistato una medaglia d'oro (2003) e due medaglie d'argento (2005 e 2009) ai campionati mondiali e una medaglia d'argento (2008) ai campionati europei.